# Иоанн Анагност
Иоанн Анагност (греч. Ἰωάννης Ἀναγνώστης) — поздневизантийский хронист, автор рассказа о втором захвате города Фессалоники турками-османами (греч. Διήγησις περί τῆς τελευταίας άλώσεως τῆς Θεσσαλονίχης). Осада завершилась в пользу последних 29 марта 1430 года несмотря на помощь венецианцев. В отличие от Иоанна Канана, который в 1422 году написал похожий рассказ о неудачной осаде турками Константинополя, Иоанн Анагност был сторонником классического греческого языка, стараясь придерживаться всех правил литературного языка. Его рассказ отличается правдивостью и глубоким трагизмом, поскольку большинство христиан города (свыше 7 000) было продано в рабство, а церкви переделаны в мечети для удовлетворения религиозных нужд прибывших мусульманских скотоводов.
Город теперь несёт на себе бремя этого уродства, он словно облачился в траурные наряды. Гимны и хоры господни смолкли, а на их месте — вопли Аллаха и крики безбожных теперь Сатану услаждают.